# Microstylum spurinum
Microstylum spurinum là một loài ruồi trong họ Asilidae. Microstylum spurinum được Walker miêu tả năm 1849. Loài này phân bố ở vùng nhiệt đới châu Phi.